# شرکت ارتباطات سیار ایران
شرکت ارتباطات سیار ایران (به اختصار: IR-MCI) که با نام تجاری همراه اول نیز شناخته می‌شود، یکی از شرکت‌های زیرمجموعه شرکت مخابرات ایران، نخستین و یکی از بزرگ‌ترین اپراتورهای شبکه تلفن همراه و اینترنت پرسرعت در ایران، با حدود ۱۰۰ میلیون سیم‌کارت واگذارشده و بیش از ۸۵ میلیون سیم‌کارت فعال، و دارای پرسرعت‌ترین اینترنت همراه ایران به همراه ۲٬۹۴۰ منطقه تحت پوشش اینترنت است.
بر اساس داده‌های منتشر شده توسط پایگاه SpeedGeo.net در زمستان ۱۴۰۳، این اپراتور با میانگین سرعت دانلود ۳۸٫۳ مگابیت بر ثانیه، سرعت آپلود ۱/۱۳ مگابیت بر ثانیه و پینگ ۹۷ میلی‌ثانیه، سریع‌ترین اینترنت همراه در ایران را ارائه کرده‌است. توسعه فناوری‌های ارتباطی، گسترش پوشش شبکه نسل چهارم (4G) و نسل پنجم (5G) از جمله عوامل مؤثر در بهبود کیفیت خدمات این اپراتور عنوان شده‌اند.  همراه اول در سال ۱۳۸۹ خورشیدی پس از عرضه ۵ درصد از کل سهام خود در بازار فرابورس ایران از سهامی خاص به سهامی عام تغییر شخصیت حقوقی داد و نهایتاً در سال ۱۳۹۱ در بورس اوراق بهادار ایران پذیرفته شده است.

## پوشش شبکه
شرکت همراه اول در اسفند ماه سال ۱۳۹۹ اولین بار فناوری نسل پنجم 5G را در ایران رونمایی کرد. در سال ۱۴۰۲ حداکثر ۵۰ درصد جمعیت ایران تحت پوشش اینترنت نسل پنجم می‌باشند.

## تعداد مشترکان فعال
بر پایه داده های سازمان تنظیم مقررات و ارتباطات رادیویی همراه اول تا پایان سال ۱۴۰۳ بیش از ۸۸ میلیون مشترک فعال دارد.

## مدیریت
مدیریت شرکت ارتباطات سیار ایران (همراه اول) از سال ۱۳۹۸ بر عهده دکتر مهدی اخوان بهابادی است که با حکم هیئت‌مدیره به‌عنوان مدیرعامل منصوب شده‌است.

## تاریخچه و تحولات برند
شرکت همراه اول در ۱۹ مرداد ۱۳۷۳ با واگذاری نخستین سیم‌کارت‌ها به نهاد ریاست‌جمهوری فعالیت رسمی خود را آغاز کرد . 
پس از خصوصی‌سازی شرکت مخابرات ایران در سال ۱۳۸۹، این شرکت به سهامی عام تبدیل شد و در سال ۱۳۹۱ وارد بورس اوراق بهادار تهران شد . 

همراه اول توسعه اینترنت نسل سوم (3G) را در سال ۱۳۹۳ و اینترنت نسل چهارم (4G/LTE) را در سال ۱۳۹۴ آغاز کرد . همچنین، در اسفند ۱۳۹۹، برای نخستین بار در ایران، از فناوری نسل پنجم (5G) تلفن همراه رونمایی کرد . 
این شرکت در حال حاضر دارای حدود ۸۵ میلیون مشترک فعال است و بیش از ۵۵ درصد سهم بازار مشترکین پهن باند سیار را در اختیار دارد .  سرویس این اپراتور در ۱۲۴۵ شهر و بیش از ۸۰۰۰۰ کیلومتر از جاده‌های کشور قابل دسترسی است .

### تحول برند همراه اول
در ۶ اسفند ۱۴۰۳، همراه اول با هدف همگامی با تحولات فناوری، تقویت ارتباطات هوشمند و پاسخ به نیازهای در حال تغییر مشتریان و ذینفعان، برند جدید خود را رونمایی کرد. این تغییر در مراسمی ویژه با حضور مدیران ارشد، فعالان اکوسیستم دیجیتال، مقامات عالی‌رتبه کشوری و اصحاب رسانه، انجام شد. 
در این تغییرات، همراه اول با ورود به دنیای Immersive (فراگیر)، فناوری را به عنوان بستری برای ایجاد جهانی یکپارچه و متصل تعریف کرده است. تغییرات همراه اول در این ری‌برندینگ شامل موارد زیر می‌شود:

1. به‌روزرسانی لوگو با طراحی مدرن‌تر و متناسب با چشم‌انداز دیجیتال
2. تغییر رنگ سازمانی به‌عنوان نمادی از پویایی و نوآوری  همراه اول در هویت بصری جدید خود از یک رنگ اصلی (آبی) استفاده کرده است که به عنوان نمادی از اعتماد و نوآوری است. [۱۸]
3. حفظ شعار ماندگار "هیچکس تنها نیست

با وجود تغییرات گسترده در هویت بصری، شعار «هیچکس تنها نیست» به دلیل تأثیرگذاری عمیق آن در جامعه حفظ شده است و همچنان بخشی از هویت ارتباطی برند باقی مانده است. هدف از این تغییرات، طبق اعلام شرکت، تقویت جایگاه همراه اول در حوزه فناوری‌های نوین و بهبود تجربه کاربری عنوان شده است. 

## خدمات

### پیش‌شماره سیمکارت‌ها
پیش‌شماره‌های همراه اول در سال ۱۳۷۳ با عرضه سیمکارت‌های دائمی شروع شد که اولین پیش‌شماره، سیم کارت ۰۹۱۲ همراه اول است. در همان سال تعداد ۴ سیمکارت برای ریاست جمهوری اسلامی ایران داده شد که از همان سال سیمکارت‌ها به فروش درآمدند. این پیش‌شماره محبوب دارای کدهای مختلفی می‌باشد و اولین سیم کارت از این پیش‌شماره با کد ۱ وارد بازار شد. سپس سیم کارت‌های اعتباری از سال ۱۳۸۰ با پیش‌شماره ۰۹۱۱ به بازار آمد و پس از اتمام آن، ۰۹۱۳ آمد و تاکنون با توجه به استان‌های مختلف از ۰۹۱۱ تا ۰۹۱۸ وجود دارد. از مهر ۱۳۹۴ پیش‌شماره‌های ۰۹۹۰، ۰۹۹۱، ۰۹۹۲، ۰۹۹۳، ۰۹۹۴ و ۰۹۹۶ هم ایجاد شده است. همچنین شماره‌های رند همراه اول به قیمت‌های بالایی فروش می‌روند اما همچنان در ایران دارای محبوبیت بالایی است و طرفداران زیادی دارد.

### شرکت‌های همکار و زیر مجموعه همراه اول
همراه اول دارای چندین شرکت زیرمجموعه است که در حوزه‌های مختلف فناوری اطلاعات، ارتباطات و خدمات دیجیتال فعالیت می‌کنند. برخی از مهم‌ترین شرکت‌های تابعه همراه اول عبارتند از:
1. شرکت دیجی کالا: شرکت فعال در حوزه تجارت الکترونیک و بزرگ‌ترین فروشگاه آنلاین ایران است که همراه اول ۴۰ درصد از سهام آن را خریداری کرده است؛ [۲۸] [۲۹]
2. شرکت نقش اول کیفیت (NAK): ارائه‌دهنده سرویس‌های مدیریت شده مخابراتی و فناوری اطلاعات؛
3. شرکت همراه کسب‌وکارهای هوشمند (EBCOM): ارائه‌دهنده خدمات دیجیتال؛
4. شرکت حرکت اول: بازوی سرمایه‌گذاری خطر پذیر در اکوسیستم استارتاپی دیجیتال؛
5. شرکت جیرینگ: ارائه‌دهنده خدمات اپراتوری و سرکد USSD؛
6. شرکت مبین‌نت: ارائه‌دهنده اینترنت پرسرعت بی‌سیم؛
7. شرکت بهسا: ارائه‌دهنده خدمات پشتیبانی کسب‌وکار؛
8. شرکت ستاره اول: ارائه‌دهنده خدمات اپراتوری؛
9. شرکت سرمایه‌گذاری توسعه نور دنا: بهینه‌سازی منابع مالی؛
10. آکادمی همراه: مرکز آموزش و توسعه منابع انسانی؛
11. مرکز تحقیق و توسعه همراه اول: تمرکز بر نوآوری و بومی‌سازی فناوری‌های ارتباطی و اطلاعاتی.

## سرویس‌ها و خدمات دیجیتال گروه همراه اول
همراه اول دارای سرویس‌ها و خدمات دیجیتال متنوعی است که برخی از آن‌ها عبارتند از:
1. همراه من: جامع‌ترین سامانه خدمات همراه اول با ۵۰ میلیون نصب؛
2. آیگپ: پیام‎رسانی با بیش از ۲۲ میلیون نصب؛
3. اوانو: اپلیکیشنی برای خدمات مالی و بانکی با بیش از ۱۱ میلیون نصب؛
4. ذره‌بین: جستجوگر-مرورگری فارسی با پرسمانی نزدیک به ۱۴۰ میلیون در ماه؛
5. روبیکا: اپلیکیشنی جامع با قابلیت پیام‌رسان و شبکه اجتماعی و خدمات؛
6. شاد: پلتفرم آموزشی کشور با بیش از ۱۷ میلیون کاربر فعال ماهیانه؛
7. بومینو: سرویس مدیریت اینترنت خانواده با بیش از ۴ میلیون کاربر یکتا؛
8. خانواده درسا: اپلیکیشنی برای مدیریت زمان، محتوا و دسترسی‌های کودکان در تلفن همراه یا تبلت با بیش از یک میلیون نصب.

## آر اند دی
بهمن ۱۳۹۸ بخش R&D را راه‌اندازی کرد.

## بازاریابی و تبلیغات

###### شعارها
- هیچ‌کس تنها نیست[۳۱]
- یه همراه معتبر[۳۲]
- همراه هوشمند، برای فردایی بهتر[۳۳]
- همراه اول، همراه لحظه‌های دیجیتال[۳۴]
- خوش خطی برازندهٔ شماست

## افتخارات
این شرکت در دو سال پیاپی موفق به کسب رتبه نخست اپراتوری در جشنواره فاوا و در چهار سال متوالی موفق به دریافت گواهینامه ملی حمایت از حقوق مصرف‌کنندگان شده است.
همچنین برند همراه اول در سال ۱۳۹۲ ه‍.ش در دهمین جشنواره ملی قهرمانان صنعت ایران به عنوان یکی از ۱۰۰ برند برتر ایران شناخته شد. از سایر موارد بین‌المللی هم میتوان به موارد زیر اشاره کرد. 
1. کسب جایزه بزرگ رویداد بین‌المللی استیوی برای دو سال متوالی و دریافت عنوان «برترین برند این جشنواره» . [۳۹]
2. حضور در نمایشگاه جیتکس ۲۰۲۴ به عنوان نخستین و بزرگترین اپراتور تلفن همراه کشور و خاورمیانه برای سومین سال متوالی. [۴۰]

و در سطح ملی
1. دریافت تندیس زرین جایزه ملی مدیریت مالی ایران (۷ دوره) [۴۱]
2. دریافت تندیس جایزه ملی مدیریت فناوری و نوآوری ایران (دوره هشتم)[۴۲]
3. دریافت تندیس زرین ششمین جشنواره ملی صنعت سلامت‌محور به پاس اقدامات مؤثر در حوزه سلامت و مسئولیت اجتماعی ؛
4. انتخاب به‌عنوان همکار صنعتی برتر وزارت علوم در سال ۱۴۰۳ [۴۳]

1. معرفی مدیرعامل همراه اول به‌عنوان کارفرمای سلامت‌محور در جشنواره ملی کارآفرینان سلامت‌محور .

## تغییرات مدیریتی
در دی‌ماه ۱۳۹۶، حمید فرهنگ به‌عنوان مدیرعامل شرکت همراه اول منصوب شد. پیش از او، وحید صدوقی به مدت ۱۲ سال این سمت را بر عهده داشت. در اردیبهشت ۱۳۹۷، شرکت همراه اول اقدام به به‌روزرسانی برخی خدمات خود کرد. در آذر ۱۳۹۸، مهدی اخوان بهابادی، رئیس پیشین هیئت‌مدیره همراه اول، به سمت مدیرعامل این شرکت منصوب شد و حمید فرهنگ از این سمت کنار رفت. در همان زمان، نسخه جدیدی از وب‌سایت شرکت معرفی شد.